# كأس إفريقيا للأندية البطلة 1977
كأس أفريقيا للأندية البطلة 1977 هي النسخة 13 من دوري أبطال أفريقيا .
توج هافيا كوناكرى الغيني بالكأس للمرة الثالثة في تاريخه على حساب هارتس أوف أوك الغاني .